# Eustoma grandiflorum
Eustoma grandiflorum là một loài thực vật có hoa trong họ Long đởm. Loài này được (Raf.) Shinners mô tả khoa học đầu tiên năm 1957.